# Marian Beck

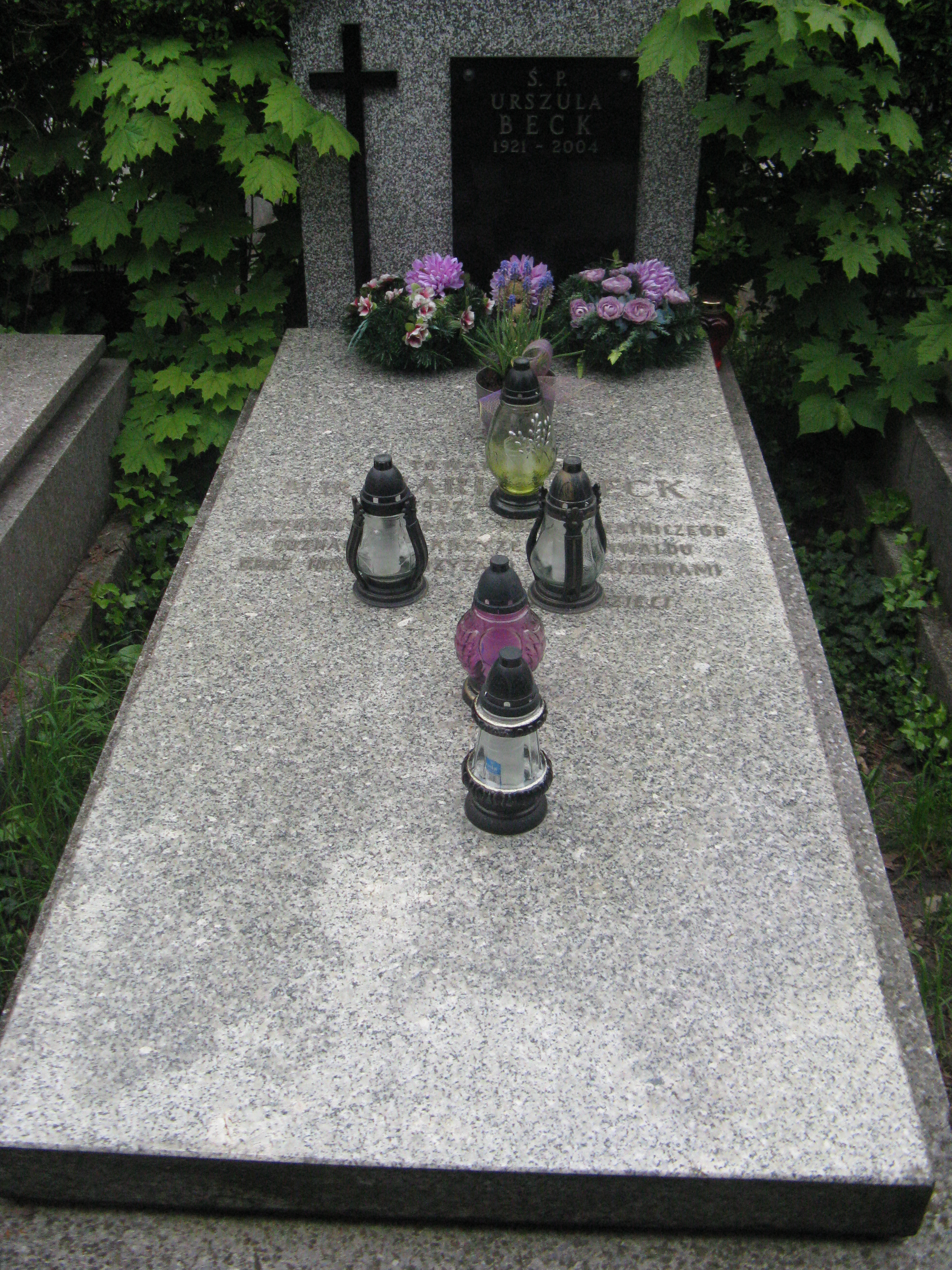
Grób Mariana Becka na Cmentarzu Wojskowym na Powązkach

Marian Beck pseud. Edward (ur. 10 lutego 1907 w Warszawie, zm. 27 grudnia 1969 tamże) – oficer aparatu bezpieczeństwa i Milicji Obywatelskiej.

## Życiorys
Syn Edwarda i Józefy. Skończył szkołę podstawową i praktykę malarską, był lakiernikiem w fabryce w Pruszkowie. W 1922 wstąpił do PPS i Organizacji Młodzieżowej TUR, a w 1926 przeszedł do PPS-Lewicy. Jesienią 1928 zwolniony z pracy za działalność polityczną, wrócił do Warszawy i został malarzem przy budowie fabryki, we wrześniu 1929 zwolniony z pracy, od marca 1930 ponownie w Pruszkowie, gdzie był kierownikiem działu lakierniczego fabryki Stowarzyszenia Mechaników Polskich. Działacz (1935–1938) i członek zarządu Stowarzyszenia Rzemieślników. Działał również w MOPR i współpracował z KPP. 
W styczniu 1942 współorganizował PPR w Pruszkowie, rozbudowywał komórki PPR w fabryce Stowarzyszenia Mechaników Polskich, od maja 1942 członek komitetu PPR w Pruszkowie. Organizował grupy wypadowe Gwardii Ludowej, brał udział w akcjach kolejowych GL na linii przemysłowej okręgu Warszawa-Podmiejska, m.in. w wysadzaniu pociągu na linii Ołtarzew-Ożarów wiosną 1943 i w walce z niemieckim garnizonem w Piastowie. 
Współorganizował drukarnię okręgu, w której drukowano pismo GL „Żołnierz w boju”, jesienią 1943 wstąpił do oddziału partyzanckiego GL z powodu ścigania go przez Gestapo. Od stycznia 1944 w Siedlcach, potem w Parczewie. Po usunięciu Niemców z Lublina 25 lipca 1944 zgłosił się w tym mieście do pracy w Resorcie Bezpieczeństwa Publicznego. Skończył kurs NKWD w Kujbyszewie, został mianowany majorem i przydzielony do Grupy Operacyjnej UB skierowanej w styczniu 1945 do województwa poznańskiego. 
21 stycznia 1945 został szefem PUBP w Krotoszynie. 20 grudnia 1945 mianowany zastępcą szefa Wojewódzkiego Urzędu Bezpieczeństwa Publicznego w Poznaniu, 15 listopada 1946 przeniesiony do centrali MBP w Warszawie, gdzie został naczelnikiem Wydziału Mundurowego, a od stycznia 1948 kierownikiem Centralnej Składnicy Uzbrojenia. 
26 kwietnia 1950 aresztowany i na 1,5 roku uwięziony, później zwolniony po uznaniu fałszywości zarzutów. 1952–1955 był prezesem Spółdzielni Malarzy i Lakierników w Warszawie. W 1956 przyjęty do służby w MO, został naczelnikiem Służby Uzbrojenia w Komendzie Wojewódzkiej MO w Warszawie. 
Od 1960 na emeryturze, a od 1967 na rencie dla zasłużonych. 
Pochowany na wojskowych Powązkach (kwatera 31A-2-4).
Żona: Władysława, ur. 1911. Syn Tadeusz, ur. 26 czerwca 1930 w Pruszkowie - zm. 21 kwietnia 1990, funkcjonariusz MBP (1949-1951), wyrokiem Wojskowego Sądu Rejonowego w Warszawie z dnia 13.09.1951 został skazany na 1 rok i 6 miesięcy więzienia z warunkowym zawieszeniem wykonywania kary na okres 2 lat za przechowywanie w swym mieszkaniu 19 druków E-15 w związku z czym mogło dojść do ujawnienia tajemnicy służbowej. Zwolniony dyscyplinarnie ze służby. Funkcjonariusz SB (1949-1977), pochowany na wojskowych Powązkach (kwatera AII-3-15)

## Odznaczenia
Był odznaczony m.in. 
- Orderem Krzyża Grunwaldu III klasy (1946)[6] i
- Krzyżem Oficerskim Orderu Odrodzenia Polski.